# Houdini (álbum)
Houdini é o quinto álbum da banda de sludge metal Melvins, lançado em 1993 pela Atlantic Records. O disco marca a estréia da banda em uma gravadora grande, após ter lançado todos os álbuns anteriores pelo selo independente Boner Records.

O álbum apresenta um cover da música de 1974 do KISS, "Goin' Blind". As faixas "Hooch" e "Honey Bucket" foram lançadas como singles, junto com seus respectivos vídeo clipes. "Night Goat" é, em parte, a regravação de uma música que a banda havia lançado em 1992 como single. Kurt Cobain é creditado como sendo o co-produtor, junto com o Melvins, de seis faixas do álbum, sendo responsável também pelas guitarras na música "Sky Pup" e pela percussão em "Spread Eagle Beagle". Em entrevista à revista Kerrang! em 2008, King Buzzo relata: 
Houdini foi o primeiro álbum que gravamos pela Atlantic Records e com certeza foi o nosso disco mais vendido, embora não a ponto de eu poder bancar a compra de um Rolls[-Royce] ou algo assim! Ele aproveitou a onda em que vinha bandas como Nirvana e eu tenho certeza de que, se não fosse por isso, nenhuma gravadora grande teria se interessado por nós. Nós queríamos fazer um disco que não alienasse nossos fãs, mas queríamos fazer um que nos agradasse. Nós sabíamos também que não iríamos conseguir emplacar um disco de platina logo, entende? Fizemos algumas sessões com Kurt Cobain [produzindo], mas chegou ao ponto que ele estava tão fora de controle que nós tivemos que basicamente despedi-lo e cada um seguir seu caminho, o que é uma pena, pois eu acho que seria muito divertido. É claro que estou abstraindo o que poderia ter acontecido e eu não tenho muitas lembranças boas daquela época – o que aconteceu foi realmente trágico. Mas, ainda assim, muitas pessoas gostam deste disco – não é um dos meus favoritos, mas eu gosto de muitas músicas dele.
Em 2005, a banda tocou o álbum inteiro ao vivo como parte de evento Don't Look Back, curado pelo festival All Tomorrow's Parties, reproduzindo-o também no festival San Miguel Primavera Sound em 2007. Outra apresentação ao vivo do álbum foi lançada no disco A Live History of Gluttony and Lust de 2006.
Embora na ficha técnica conste o nome de Lorax como baixista da banda, ela parece não ter participado nas gravações. Osborne comenta:
"O álbum foi praticamente gravado só por mim e pelo Dale Crover. Ou eu ou ele tocava baixo em quase todas as faixas, independente do que apareça nos créditos…"
A música Hooch foi listada como uma das melhores da década no livro The Pitchfork 500: Our Guide to the Greatest Songs from Punk to the Present, publicado pela Pitchfork Media.
A capa do disco apresenta um desenho de um filhote de cachorro de duas cabeças, feita pelo designer gráfico Frank Kozik.

## Lista de faixas
Todas as músicas compostas pelo Melvins, exceto onde houver observações.
1. "Hooch" – 2:51
2. "Night Goat" – 4:41
3. "Lizzy" – 4:43
4. "Going Blind" (letra/música: Gene Simmons, Stephen Coronel) – 4:32
5. "Honey Bucket" – 3:01
6. "Hag Me" – 7:06
7. "Set Me Straight" – 2:25
8. "Sky Pup" – 3:50
9. "Joan of Arc" – 3:36
10. "Teet" – 2:51
11. "Copache" – 2:07
12. "Pearl Bomb" – 2:45
13. "Spread Eagle Beagle" – 10:13

Algumas cópias em vinil incluem um cover de "Rocket Reducer No. 62 (Rama Lama Fa Fa Fa)", do MC5, ao invés da faixa "Spread Eagle Beagle". Uma versão japonesa do CD (número de catálogo: AMCY-625) também contém a música "Rocket Reducer No. 62 (Rama Lama Fa Fa Fa)" como a 14ª faixa, no fim do disco, vindo após "Spread Eagle Beagle".

## Ficha técnica

### The Melvins
- King Buzzo - guitarra, vocais, produção, mixagem, gravação, baixo (não citado nos créditos)
- Lorax - baixo
- Dale - bateria, vocais, produção, mixagem, gravação, baixo (não citado nos créditos)

### Equipe auxiliar
- Kurt Cobain - produtor (faixas 1, 7 a 9, 12 e 13), mixagem (faixas 1 e 7), guitarra (faixa 8), percussão adicional (faixa 13)
- Billy Anderson - gravação (faixas 2 a 5 e 11), engenheiro de som (faixas 6, 8, e 10 a 12), mixagem (faixas 3 a 6, 10 e 11), baixo (faixas 6 e 10)
- Jonathan Burnside - engenheiro de som (faixas 1, 2, 7 a 9, 12 e 13)
- GGGarth Richardson - mixagem (faixas 3 a 6, 9, 10 e 13), produtor (faixas 6 e 10)
- Lou Oribin - engenheiro de som (faixas 8 e 12)
- Barrett Jones - gravação e mixagem (faixa 11)
- Tom Doty - engenheiro adjunto (faixas 1 e 7)
- Joe Marquez - engenheiro adjunto (faixas 3 a 6, 9, 10 e 13)
- Wolf Kesseler - engenheiro adjunto (faixas 6, 9, 10 e 13)
- Bill Bartell - baixo e guitarra (faixa 4)
- Al Smith - percussão adicional (faixa 13), A&R
- Mike Supple - percussão adicional (faixa 13)
- Stephanie Wells - David Lefkowitz Management
- Elliot Cahn - Legal Beagles
- Jeff Saltzman - Legal Beagles
- Peter Davis - agendamento
- Don Lewis - fotos
- Frank Kozik - direção de arte, ilustrações
- Valerie Wagner - direção de arte, design
- Stephen Marcussen - masterização

## Posições nas paradas

### Álbum
Billboard (América do Norte)
| Ano  | Parada      | Posição |
| ---- | ----------- | ------- |
| 1993 | Heatseekers | 29      |